# Rožaje
Rožaje (Montenegrijns: Рожаје; Albanees: Rozhajës) is een Montenegrijnse gemeente.
Rožaje telt 22.693 inwoners, waarvan er 9121 in de hoofdplaats wonen.
Andrijevica · Bar · Berane · Bijelo Polje · Budva · Cetinje · Danilovgrad · Gusinje · Herceg-Novi · Kolašin · Kotor · Mojkovac · Nikšić · Petnjica · Plav · Pljevlja · Plužine · Podgorica · Rožaje · Šavnik · Tivat · Tuzi · Ulcinj · Žabljak